# Західногерцеговинський кантон
Західногерцегови́нський канто́н (босн. Zapadnohercegovački kanton, хорв. Zapadnohercegovačka županija) — один з десятьох кантонів (восьмий за рахунком) Федерації Боснії і Герцеговини — автономної адміністративної одиниці в складі Боснії і Герцеговини.

## Географія
Кантон розташований на південному заході країни. Адміністративним центром є місто Широкі Брієг. Кантон складається з громад Груде, Широкі Брієг, Любушки та Посуш'є.

## Населення
Абсолютну більшість населення кантону становлять хорвати, таким чином його етнічний склад не змінився за період Боснійської війни.

## Цікавинки
Символи кантону збігаються із символами Кантону 10, що є порушенням законів Боснії і Герцеговини.